# ウルトラバロック

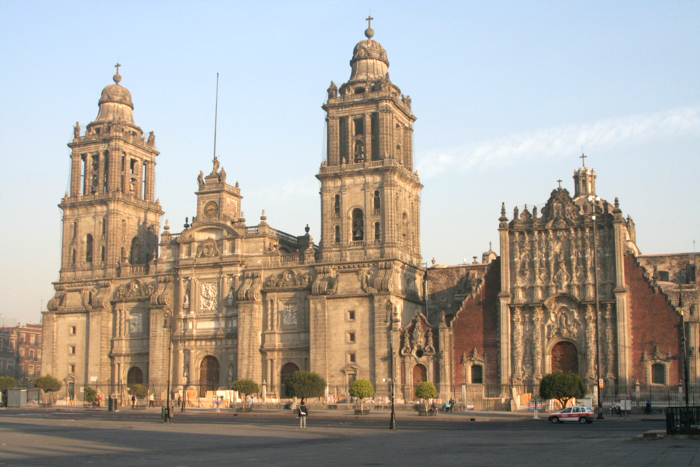
メキシコシティ大聖堂（メキシコ、メキシコシティ）

ウルトラバロック（Ultra-Broque）とはメキシコ、ペルーなど中南米諸国において、宗主国であるスペインやポルトガルが導入したバロック建築様式が現地の人々の美意識によって、独自の発展を遂げた様式。「ウルトラバロック」とは写真家小野一郎の造語。

## 概要

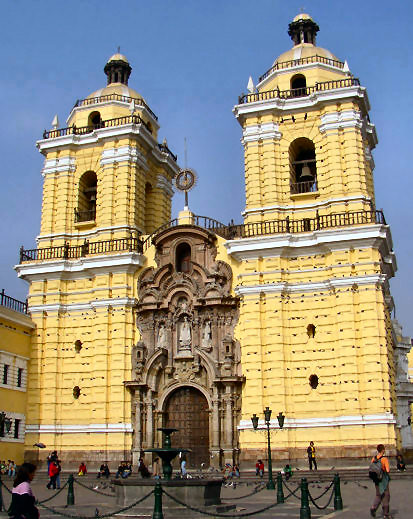
サン・フランシスコ教会（ペルー、リマ

16世紀頃のいわゆる「大航海時代」にスペイン、ポルトガルなどがラテンアメリカやフィリピンに植民地を建設すると、植民地支配を安定させるために先住民たちへのキリスト教の布教と、その拠点となる教会の造営を行った。
当時の教会建築の主流はスペイン、ポルトガルなどカトリック国においてはバロック建築であり、各地の植民地にバロック様式のカテドラルが建設された。
建設には当初、ヨーロッパ本国から部材を運ばれたものもあったが、次第に現地の材料、現地の職人によって建設とその維持、修復が行われるようになると、現地人の美意識が反映した「新しいバロック建築様式」とよべるものが現れた。
その特色は、
1. 過剰な装飾
2. 極端な造形
3. 鮮やかな色づかい

などである。これらは本家の「ヨーロッパバロック」にもある要素であるが、それを一層、大胆かつ極端に推し進めたのである。
それに着目しメキシコの教会建築をつぶさに撮影した小野一郎はこれを「ウルトラバロック」と呼んだ。

## 関連書籍
- 『ウルトラバロック』（小野一郎、1995年、新潮社）ISBN 978-4106024122